# Emmy Internacional 2004
A 32.ª cerimônia de entrega dos International Emmys (ou Emmy Internacional 2004), aconteceu em 22 de novembro de 2004, no hotel New York Hilton Midtown, em Nova York, Estados Unidos, e teve como apresentador o comediante irlandês Graham Norton.

## Cerimônia
Os indicados para a 32ª edição dos Emmys internacionais foram anunciados pela Academia Internacional das Artes e Ciências Televisivas em 4 de outubro de 2004, em uma conferência de imprensa na MIPCOM em Cannes. O Emmy Internacional é dedicado a programas de televisão e profissionais de fora dos Estados Unidos, enquanto o Emmy Awards é voltado para as produções estadunidenses.
A América Latina bateu recordes na seleção de candidatos aos prêmios, que recompensam os melhores programas de TV do mundo. Vinte e oito programas foram selecionados nas sete categorias dos prêmios. A televisão britânica foi a grande vencedora desta edição, ao ganhar em seis das sete categorias. A BBC levou o prêmio de melhor série dramática por Waking the Dead e de melhor programa artístico com George Orwell: A Life in Pictures. O Channel 4, também do Reino Unido, ganhou o Emmy na categoria documentário com The Boy Whose Skin Fell Off. O prêmio para o melhor programa de entretenimento sem roteiro foi para Brat Camp, e The Illustrated Mum foi eleito o melhor programa infanto-juvenil. Uma produção exibida pela ITV sobre Henrique VIII foi premiada como a melhor minissérie. Berlin, Berlin, da alemã Studio Hamburg, levou o prêmio de melhor comédia, sendo o único concedido a uma programa não-britânico.
Herbert Kloiber, da Tele München Gruppe, recebeu o prêmio de melhor diretor por sua contribuição à televisão internacional. O Emmy Founders Award foi entregue ao canal MTV por sua contribuição à luta contra a Aids e por revolucionar a música na televisão.

## Vencedores
| Melhor Série Dramática | Melhor Filme para TV ou Minissérie |
| --- | --- |
| - Waking the Dead - () (BBC) - Shameless - () (Channel 4) - Krøniken - () (Danmarks Radio) - Schimanski - (}) (Das Erste)                                                                | - Henry VIII - () (ITV) - The Canterbury Tales - () (BBC) - The Deal - () (Channel 4) - L'Affaire Dominici - () (TF1)                                                                     |
| Melhor Programa Artístico | Melhor Série de Comédia |
| - George Orwell: A Life in Pictures - () (BBC) - Korda, fotografo en Revolucion - () (Canal Once) - Ameila - () (Amerimage-Spectra/Media Principia) - Cinema Dalí - ()/() (TVC/France 5) | - Berlin, Berlin - () (ARD) - Corner Gas - () (CTV) - The Newsroom - () (CBC Television) - Stokvel - () (Penguin Films)                                                                   |
| Melhor Programa de Entretenimento sem Roteiro | Melhor Documentário |
| - Brat Camp - () (Channel 4) - Caiga Quien Caiga - () (Cuatro Cabezas) - Wife Swap - () (Channel 4) - Greg le millionnaire - () (TF1)                                                    | - The Boy Whose Skin Fell Off - () (Channel 4) - Testigo - (}) (Canal 13) - Les origines du SIDA - ()/() (Galafilm/MFP/Pathe Archives) - Seven Wonders of the Industrial World - () (BBC) |
| Melhor Programa infanto-juvenil | |
| - The Illustrated Mum - () (Channel 4) - Dunya & Desie - () (NPS) - Colombia - () (KRO) - 31 minutos - () (TVN)                                                                          | |

## Múltiplas vitórias
Por país
| N.º de vitórias | País        |
| --------------- | ----------- |
| 6               | Reino Unido |
| 1               | Alemanha    |